# Cutral Co-Plaza Huincul
Cutral Co - Plaza Huincul (38°56′00″S 69°14′00″O / -38.9333, -69.2333) es una aglomeración urbana que se extiende entre las localidades argentinas de Cutral Co y Plaza Huincul dentro del Departamento Confluencia de la provincia del Neuquén.
Considerada como tal por el INDEC a partir del censo 1991, cuenta con 48,637 habitantes (Indec, 2010), es la 2.ª aglomeración más poblada de la provincia, luego de Neuquén - Plottier - Cipolletti, la 11.ª de la Región Patagónica Argentina y la 69.º a nivel nacional. En el anterior censo contaba con 45,768 habitantes (Indec, 2001), lo que representó un leve incremento del 6,27%. 
| Localidad     | Población (2022) | Población (2010) | Población (2001) |
| ------------- | ---------------- | ---------------- | ---------------- |
| Cutral Co     | 40.344           | 35.465           | 33.718           |
| Plaza Huincul | 15.887           | 13.172           | 12.050           |
| Total         | 56.231           | 48.637           | 45.768           |